# Tzeni Karezi
Tzeni Karezi oder Jenny Karezi (griechisch Τζένη Καρέζη; * 12. Januar 1932 (auch 1934) in Athen; † 26. Juli 1992 ebenda), bürgerlich Evgenia Karpouzi, war eine besonders aus Filmen der 1960er-Jahre bekannte griechische Schauspielerin.

## Leben
Karezi kam als Tochter von Theoni Lafi und Konstantinos Karpouzis zur Welt, beide waren Lehrer. Ihre Schulbildung erhielt sie erst in Thessaloniki an einer französischen Privatschule, dann an der Privatschule Agios Iosif in Athen. Direkt nach ihrem Schulabschluss begann sie die Ausbildung zur Schauspielerin.
Von 1962 bis 1964 war sie mit dem Journalisten Zachos Chatzifotiou verheiratet, die Ehe wurde geschieden.
Bei den Dreharbeiten von Kontserto gia polyvola lernte sie 1967 den Schauspieler Kostas Kazakos kennen, den sie 1968 heiratete. 1969 wurde der gemeinsame Sohn Konstantinos geboren.
Tzeni Karezi starb im Juli 1992 an Krebs. In ihrem Namen wurde posthum die Stiftung Idryma Tzeni Karezi (’Ιδρυμα Τζένη Καρέζη), ein gemeinnütziger Verein zur Unterstützung der palliativen Versorgung Krebskranker, ins Leben gerufen.

## Karriere
1951 wurde Karezi an der Nationalen Schauspielschule in Athen angenommen und dort unter anderem auch von Dimitris Rontiris ausgebildet. In dieser Zeit nahm sie ihren Künstlernamen an. Nach ihrer Graduierung 1954 erhielt sie ihre erste Rolle am Theater Marika Kotopouli in dem französischen Stück Die schöne Helena, wo sie mit großem Erfolg neben Melina Mercouri auftrat. Direkt danach stand sie mit der berühmten Katina Paxinou auf der Bühne des griechischen Nationaltheaters in Lorcas Stück Bernada Albas Haus.
Im Laufe ihrer Theaterkarriere trat sie sowohl in zahlreichen international bekannten Stücken unter anderem von Lorca, Shakespeare, Miller und Tschechow auf, als auch in griechischen Theaterstücken von Kambanellis, Sophokles und Euripides.
Von 1955 bis 1972 spielte sie in über 30 griechischen Filmen die Hauptrolle. Karezi wurde für ihren Stil, ihre Schönheit und ihren Ausdruck bewundert, man verglich sie in Griechenland mit Elizabeth Taylor und Vivien Leigh.
Für vier der Filme, in denen Karezi mitspielte, schrieb Manos Hadjidakis die Musik. Besonders berühmt ist das Lied Min ton rotas ton ourano (Μην τον ρωτάς τον ουρανό, Frag den Himmel nicht), das Karezi in dem Film To nisi ton genneon (Die Insel der Mutigen) sang. Bekannt wurden mit ihrer Stimme auch Lieder von Mikis Theodorakis wie Apo to parathiro sou (Από το παράθυρό σου, Von deinem Fenster aus) oder Margarita, Margaro (Μαργαρίτα, Μαργαρώ).
Einen Höhepunkt ihrer Karriere stellte 1964 der Film Ta kokkina fanaria (Τα κόκκινα φανάρια, Die roten Laternen) dar. Er wurde für den Oscar des besten fremdsprachigen Films nominiert und im selben Jahr bei den Internationalen Filmfestspielen von Cannes für die Goldene Palme vorgeschlagen. In diesem Film spielte Karezi die Rolle der Eleni, einer Prostituierten. Im griechischen Fernsehen sind ihrer Filme bis heute zu bewundern.
Nachd ihrer Eheschließung mit Kostas Kazakos trat Karezi ab 1968 vorwiegend zusammen mit ihm im Theater auf. Große Bedeutung hatte für sie das Stück Megalo mas tsirko (Μεγάλο μας τσίρκο, Unser großer Zirkus), geschrieben von Jakovos Kambanellis mit Musik von Stavros Xarchakos, das sie mit Kazakos 1973 während der Zeit der Griechischen Militärdiktatur im Theater Athinaion aufführte. Das die Diktatur kritisierende Stück wurde ein großer Erfolg und führte dazu, dass Karezi und Kazakos aus politischen Gründen für einen Monat inhaftiert wurden. Nach dem Fall der Junta trat Karezi 1974 der Kommunistischen Partei Griechenlands (K.K.E.) bei.
Das Paar gründete 1978 sein eigenes Theater. Dort feierte Karezi einen ihrer größten schauspielerischen Erfolge in Wer hat Angst vor Virginia Woolf?. Für ihre Rolle als Martha wurde sie auch von dem Autor des Stücks Edward Albee gelobt. Das Stück hatte sie selbst zusammen mit dem Theaterregisseur Stamatis Fasoulis ins Griechische übersetzt. Ihren letzten Theaterauftritt hatte sie 1990 in ihrem eigenen Theater, als sie bereits schwer krank war. Heute trägt dieses Theater ihren Namen.

## Filmografie
- 1955 Laterna, ftochia kai filotimo
- 1957 Dellistavrou kai gios
- 1957 H theia ap`to Chicago
- 1957 Laterna, ftochia kai garyfalo
- 1958 To trellokoritso
- 1958 Mia laterna, mia zoi
- 1958 I limni ton pothon
- 1959 To nisi ton genneon
- 1959 Taxidi me ton erota
- 1959 Navagia tis zois
- 1960 To koroidaki tis despinidos
- 1960 Randevou stin Kerkyra
- 1960 Christina
- 1960 I choniati kai ta 7 gerontapalikara
- 1961 Poia einai i Margarita
- 1962 Prodomeni agapi
- 1962 I nyfi to skase
- 1963 Die roten Laternen (Ta kokkina fanaria)
- 1964 Despinis Diefthyntis
- 1964 Lola
- 1964 Enas megalos erotas
- 1965 Mia treli … treli oikogenia
- 1966 Tzeni Tzeni
- 1966 Une balle au coeur
- 1967 Ekinos kai ekini
- 1967 Kontserto gia polyvola
- 1968 Enas ippotis gia ti Vasoula
- 1968 Agapi kai aima
- 1970 Mia gynaika stin antistasi
- 1971 Manto Mavrogenous
- 1972 Erotiki synfonia
- 1972 Lysistrati